# 五氧化二钒
五氧化二钒，IUPAC名称为氧化钒(V)，是钒(V)的氧化物，化学式为V2O5。它是一种有毒的橙黄色固体，微溶于水，加热时失去氧而分解。它存在α、β、γ（一些文献写作γ'）和δ相。可作化学工业中的催化剂，最重要的是对硫酸工业中二氧化硫转化为三氧化硫一步的催化。
五氧化二钒中的钒（+5）为最高氧化态，具有两性和氧化性。

## 化学性质

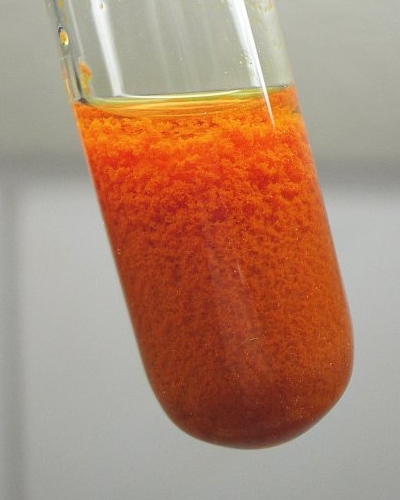
新制五氧化二钒

### 酸碱反应
五氧化二钒具有两性，可溶于碱生成多聚钒酸盐，也可溶于非还原性酸生成淡黄色含VO2+的溶液：
V2O5  +  2 HNO3  →  2 VO2(NO3)  +  H2O
与碱如氢氧化钠反应，碱过量时产物为无色的钒酸钠（Na3VO4），酸度升高时，颜色逐渐由无色变为橙色再到红色。pH处于9-13时的微粒主要是HVO42−、V2O74−，低于9时变为V4O124−、HV10O285−。pH为2时沉淀出棕色的五氧化二钒水合物。
五氧化二钒与亚硫酰氯反应得到三氯氧钒：
V2O5(s)  +  3 SOCl2(l)  →  2 VOCl3(l)  +  3 SO2(g)

### 氧化还原反应
五氧化二钒中的正五价钒可被还原，在酸性介质得到VIV，蓝色的VO(H2O)52+钒氧基离子。以盐酸和氢溴酸作还原剂，氧化产物是相应的卤素单质：
V2O5(s)  +  6 HCl  + 7 H2O  → 2 [VO(H2O)5]2+  +  4 Cl−  + Cl2
固态的五氧化二钒可被草酸、一氧化碳或二氧化硫还原为深蓝色的二氧化钒固体，还原剂过量会经由V4O7与V5O9之类的复杂氧化物混合物，最终产物是黑色的三氧化二钒。
溶液中，钒酸盐或VO2+离子被锌汞齐还原，会发生一系列的颜色变化，最终得到VII离子：
无色"VO3−" → 黄色"VO2+" →  蓝色"VO2+"  →  绿色"V3+"  →  紫色"V2+"

## 制备
首先用碳酸钠处理含钒矿物生成偏钒酸钠，而后用硫酸控制pH为2-3，沉淀，加热至690°C熔化便可得到粗五氧化二钒。
金属钒与过量氧气反应的主要产物是五氧化二钒，但常常含有钒的其他低价氧化物杂质。实验室中，可用偏钒酸铵在200°C时的分解反应制备五氧化二钒：
2 NH4VO3  →  V2O5(s)  +  2 NH3  +  H2O

## 应用
五氧化二钒最重要的应用，是在接触法制硫酸时，作二氧化硫氧化为三氧化硫的催化剂。三氧化硫进一步与硫酸反应可以得到焦硫酸，而一個焦硫酸可加水形成兩個硫酸。
2 SO2  +  O2  ⇌   2 SO3
一般催化反应于400-620°C时发生。低于此温度时，五氧化二钒无法发挥出催化活性；高于此温度时，五氧化二钒则分解。反应的催化机理如下，经由低价的二氧化钒中间产物：
SO2  +  V2O5(s)  →  SO3(g)  +  2 VO2(s)
2 VO2(s)  +1/2 O2(g)  →  V2O5

## 生物活性
五氧化二钒对人体的急性毒性非常小，LD50 约为 470 毫克/千克。吸入粉尘的危害更大，14 天暴露的 LD50 范围为 4-11 毫克/千克。钒酸盐 (VO3−
4 )是由 V2O5 在高 pH 下水解形成的，似乎可以抑制处理磷酸盐 (PO43−) 的酶。然而，其作用方式仍不清楚。

## 相关阅读
- Brauer, G. . Brauer, G.  (编). . NY: Academic Press. 1963.
- Haynes, William M. (编).  97th. CRC Press. 2016. ISBN 978-1-4987-5429-3.
- ,  (PDF), IARC Monographs on the Evaluation of Carcinogenic Risks to Humans 86, Lyon, France: International Agency for Research on Cancer: 227–92, 2006  [2024-04-23], ISBN 92-832-1286-X, （原始内容存档 (PDF)于2016-05-21）.
- Vaidhyanathan, B.; Balaji, K.; Rao, K. J., , Chem. Mater., 1998, 10 (11): 3400–4, doi:10.1021/cm980092f.